# Cores End
Cores End is een plaats in het bestuurlijke gebied Wycombe, in het Engelse graafschap Buckinghamshire. De plaats telt 160 inwoners.